# Ekaterina Pavlovna Vjazemskaja
Principessa Ekaterina Pavlovna Vjazemskaja, in russo Екатерина Павловна Вяземская? (20 settembre 1849 – 24 gennaio 1929), è stata una nobildonna russa.

## Biografia
Era la figlia primogenita di Pavel Petrovič Vjazemskij (1820-1888), e di sua moglie, Marija Arkad'evna Stolypina (1819-1889).
Fin da bambina era circondata dagli amici di suo padre e suo nonno: Nikolaj Michajlovič Karamzin, Vil'gel'm Karlovič Kjuchelbeker, Aleksandr Sergeevič Griboedov e Kondratij Fëdorovič Ryleev.
Nel 1857 entrò alla corte imperiale divenendone damigella d'onore di Marija Aleksandrovna.
Aiutò il padre nella creazione della Società degli amanti della letteratura antica. Era appassionata di pittura.

## Matrimonio
Sposò, il 30 giugno 1868, il conte Sergej Dmitrievič Šeremetev (1844-1918). Ebbero nove figli:
- Dmitrij Sergeevič (1869-1943);
- Pavel Sergeevič (1871-1943);
- Boris Sergeevič (1872-1946), sposò la baronessa Marie-Louise Margarete von Gebl;
- Anna Sergeevna (1873-1943), sposò Aleksandr Petrovič Saburov;
- Pëtr Sergeevič (1876-1914), sposò Elena Borisovna Mejendorf;
- Sergej Sergeevič (1878-1942);
- Marija Sergeevna (1880-1945), sposò il conte Aleksandr Vasil'evič Gudovič, ebbero quattro figli;
- Ekaterina Sergeevna (1880);
- Vasilij Sergeevič (1882-1883).

Vicino alla sua residenza di Mosca, Ekaterina creò un museo di storia naturale. Nel 1921, parte della biblioteca ha costituito la base della biblioteca del Museo Regionale di Mosca.
Ha organizzato il lavoro della Croce Rossa russa durante la guerra russo-giapponese (1904-1905).

## Morte
Gli anni della rivoluzione sono stati i più terribili della sua vita: due dei suoi generi furono fucilati dai bolscevichi e furono arrestati parenti e amici di famiglia.
Nel dicembre 1918 morì suo marito.
Ekaterina morì il 24 gennaio 1929, fu sepolta presso le mura della chiesa della Santissima Trinità a Ostaf'evo.